# Pseudopartona
Pseudopartona is een geslacht van spinnen uit de familie springspinnen (Salticidae).

## Soorten
De volgende soorten zijn bij het geslacht ingedeeld:
- Pseudopartona ornata Caporiacco, 1954